# Egerlövő
Egerlövő község Borsod-Abaúj-Zemplén vármegyében, a Mezőkövesdi járásban.

## Fekvése
Az Egri-Bükkalja és a Tisza közti ártéren, sík területen helyezkedik el, Miskolctól mintegy 50 kilométerre, Mezőkövesdtől 11 kilométerre délre. Belterületén a Mezőkövesdet Ároktővel összekötő 3302-es út halad végig, ezen közelíthető meg az M3-as autópálya és a 3-as főút, illetve a 33-as főút irányából is.

## Története
A települést 1221-ben a Váradi regestrumban említik először, Luen alakban. A községet székely lövészek alapíthatták. Környéke a bronzkorban is lakott lehetett, erre utalnak a 19. században talált leletek: hamvvedrek, díszes cserepek. 1984-ben miskolci régészek az ún. Homok-parton 4–5. századi germán jellegű temetőt tártak fel, több mint félszáz sírt a népvándorlás korából. Birtokosai: a Lövei család (későbbi nevükön Bálinthy, Bálinti), a Pipis és Szigethy család, majd Vezekényi Thombolt Bálint. A 16. században: Maly Péter, Szenes Ambrus, Bebek Ferenc, az Eördög és a Hány család. Eger ostromakor a törökök elpusztították, sokáig nem népesült be újra. 1698-ban a Lövei család lemond birtokáról Dőry András és neje javára. Később ezen család révén szerez birtokot Platthy Imre (felesége Dőry Krisztina). Itt született 1826-ban lányuk, Platthy Ida (Szathmáry Király Pálné), aki a felsőzsolcai óvoda alapítója, s az akkori egerlövői református templomban keresztelték meg. Birtokrésze van itt Gyürky Klárának (Sréter Mihályné), Lipcsey Károlynak. A 19. századi birtokosok közül ki kell emelni az Ambrózyakat: Ambrózy Antónia ( 1798 – 1820) (Sóvári Soós Jánosné) sírja (testvéreivel együtt: Ambrózy Anna, Ambrózy Konstantin) valamint édesanyjuk, Desewffy Julianna (1767, Miskolc) a helyi régi (ún. „ócska”) temetőben található. A sír felirata a következő (bár néhol hiányos): Búsan kesergő sirboltban nyugvó, tisztelve szeretett jó édesanya és kedves nővérei hűlt porai a földben. Néhai Sóvári Soós János úr gyászos özvegye, Ambrózy Antónia, ...míg velük egyesülnek. Elhunyt jó édesanya Desewffy Julianna asszony. Anna, Fehér József úr özvegye, élete 66.évében ..1854" (Kiss Lajos tanár gyűjtése alapján) A település a reformáció híve volt, s mindvégig meg is maradt annak.
Az 1910-es évektől Egerlövőn kezdett gazdálkodni Báji Patay Gyula, a szüleitől (Patay Gyula és Szatmári Király Anna) örökölt 1342 holdas birtokán. Igyekvő és felvilágosult, az újra fogékony birtokos volt. Az egerlövői birtok mintagazdaság volt: vetésforgó, gépek alkalmazása és öntözéses gazdálkodás jellemezte, szárítóüzem és szélturbina működött benne. A kastélyban, sőt az aszfaltburkolatú ólakban is villannyal világítottak. 1945-ben azonban a birtokostól minden földet elvettek, Érdre költözött s ott is halt meg 1952-ben.
Lakosai közül meg kell említeni a Korpás nevű családokat. Ők az Otrokocs-nemzetségből származó nemes Korpások leszármazottai. Ősi fészkük Bozokháza. Az Otrokocs nemzetség 1274-ben kapott nemességet IV. Lászlótól. A nemességszerzők közt Korpás fiai: István, Tamás és Iván szerepelnek. Bozokháza elpusztulásakor a Korpások arra a szomszédos Otrokocsra költöztek, ahol 1703-ban Korpás Miklós és János megtalálhatóak a nemesi jegyzékben. Korpás Miklós 1704-ben Rákóczi kurucai között harcolt.
A Korpások 3 ága közül az egyik Egerlövőn található: 1735-ben Korpás Istvánt és Jánost felvették a Borsod vármegyei nemesek közé, mivel Gömör vármegye 1728. május 20-án hivatalosan igazolta Gömör vármegyei nemesi eredetüket.
Az Otrokocsról származó Korpások másik ága Kunhegyesen, majd Tiszaburán, a harmadik ág pedig Gyöngyösön telepedett le.
A településnek az első világháborúban 357 katonája harcolt, akik közül hősi halált halt 59, hadirokkant lett 37.
Lakóinak száma 1935-ben 1491 volt.
A település hivatalos neve 1863-tól Eger-Lövő, majd 1905-től Egerlövő. Itt született 1930-ban Bata Imre irodalomtörténész, aki 1982 és 1991 között az Élet és Irodalom c. lap főszerkesztője volt.

## Közélete

### Polgármesterei
- 1990–1994: Gombás János (független)[6]
- 1994–1998: Gombás János (független)[7]
- 1998–2002: Gombás János Károly (független)[8]
- 2002–2006: Gombás János Károly (független)[9]
- 2006–2010: Gordos Attila (független)[10]
- 2010–2014: Gordos Attila (független)[11]
- 2014–2019: Buktáné Uza Teodóra (független)[12]
- 2019–2024: Szepesi Péter János (független)[13]
- 2024– : Szepesi Péter János (független)[1]

## Népesség
A település népességének változása:
| Lakosok száma | 537  | 517  | 512  | 480  | 489  | 484  | 504  |
|               | 2013 | 2014 | 2015 | 2021 | 2022 | 2023 | 2024 |

A 2001-es népszámlálás adatai szerint a településnek csak magyar lakossága volt.
A 2011-es népszámlálás során a lakosok 91,4%-a magyarnak, 2,5% cigánynak, 1% németnek, 0,6% románnak mondta magát (8,4% nem nyilatkozott; a kettős identitások miatt a végösszeg nagyobb lehet 100%-nál). A vallási megoszlás a következő volt: római katolikus 11,8%, református 53%, görögkatolikus 0,2%, felekezeten kívüli 9,5% (23,6% nem válaszolt).
2022-ben a lakosság 89,4%-a vallotta magát magyarnak, 2% cigánynak, 0,2% németnek, 0,2% ukránnak, 1,8% egyéb, nem hazai nemzetiségűnek (9,8% nem nyilatkozott; a kettős identitások miatt a végösszeg nagyobb lehet 100%-nál). Vallásuk szerint 8,6% volt római katolikus, 38,2% református, 1% görög katolikus, 3,3% egyéb keresztény, 8,8% felekezeten kívüli (40,1% nem válaszolt).

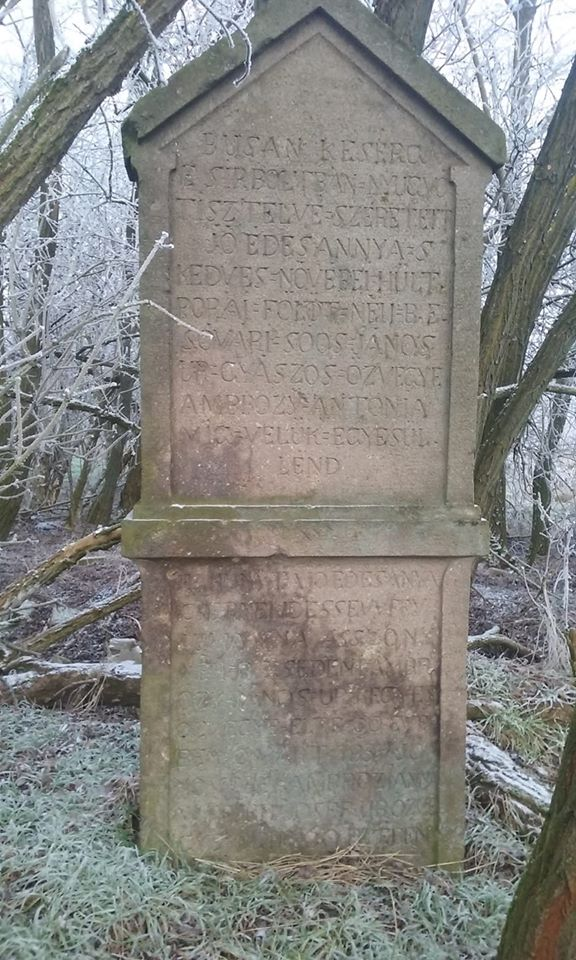

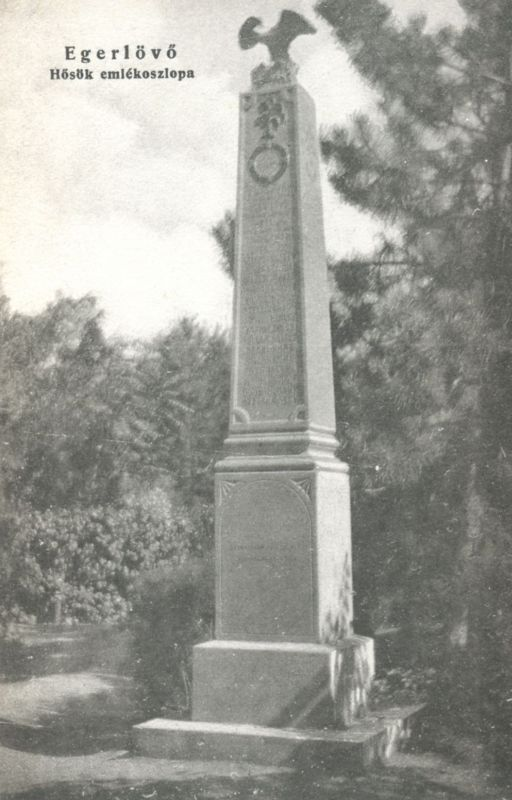

## Látnivalók
- Mocsárrét
- Református templom (13. század)

## Környező települések
Borsodivánka 4 km-re, Négyes 8 km-re, Poroszló 11 km-re. A legközelebbi város: Mezőkövesd 11 km-re található.